# Кольбе, Ежи
Ежи Бронислав Кольбе (пол. Jerzy Bronisław Kolbe, 3 ноября 1906, Гродзец — 12 апреля 1977, Катовице) — горный инженер, профессор Горно-Металлургической Академии им. Станислава Сташица в Кракове (Польша).

## Биография
Был сыном горного инженера Бронислава Кольбе и сестры Виктора Монсёрского, Полины (девичья фамилия — Монсёрская). В 1924 году получил аттестат зрелости в гимназии имени Николая Рея в Варшаве. В 1930 году закончил Горно-Металлургической Академии имени Станислава Сташица в Кракове, получив диплом горного инженера с отличием. Студенческие практики проходил в шахтах «Гродзец», «Дядя» и во французском Не-ле-Мин. В 1931 году был рабочим в американских шахтах «Барни» и «Гамма» во Флат Грик (штат Алабама). В 1932 году вернулся в Польшу и до 1933 года работал бригадиром отдела в шахтах «Семяновице», «Рыдултовы» и «Анна». Позднее с 1934 по 1939 год работал в управлении акционерного предприятия Годуля и Вирек, Шахты в Хебзе и Катовице. Эта фирма была собственником шахт «Литандра» и «Хиллебранд», позднее объединённых под названием «Ванда-Лех»), «Карл» и «Павел». В конце этого периода перед началом Второй мировой войны руководил инспекцией шахт. В начале войны остался без работы, позднее начал работать в архиве и отделе регистрации шахты «Гродзец». В 1943 году переехал в Краков, где начал работать в Отделе тепловой техники Государственного Исследовательского Института.
С февраля 1945 года участвовал в принятии и запуске шахты «Польша» в Свентохловице и «Силезия» в Хропачове. В марте 1945 года перешёл в Центральное управление угольной промышленности в Катовице, где работал в должности начальника отдела планирования, в следующем году был повышен в должности, работал директором Департамента планирования и руководил семью отделами. В 1950 году после реорганизации Центрального управления в Министерство горного дела и энергетики стал вице-директором Департамента планирования, откуда в 1955 году перешёл на такую же должность в Департаменте инвестиций, а в 1958 году стал его директором. В декабре 1964 года был назначен генеральным директором Министерства сельского хозяйства и энергетики.
В это же время одновременоо с работой в администрации промышленности с 1946 года преподавал в Горно-Металлургической академии имени Станислава Сташица в Кракове. В марте 1955 года защитил кандидатскую диссертацию и в октябре этого же года получил степень кандидата технических наук (в настоящее время соответствует степени доктора в Польше). В 1956 году получил титул экстраординарного профессора (ранее, в сентябре 1954 был номинирован на заместителя профессора), а с 1960 года стал руководителем отдела экономики и планирования на кафедре экономики и организации горного дела Горно-Металлургической Академии им. Станислава Сташица в Кракове.
В связи с длительной болезнью вышел на пенсию 1 января 1970 года.
Является автором более 80 публикаций на тему планирования, инвестиций, экономики, технологий и механики горного дела и др. Автор 37 рецензий кандидатских и докторских диссертаций.

## Семья
В браке с Малгожатой Донау; сыновья Витольд (экономист, род. 1939) и Януш (шахтёр, род. 1943, трагически погиб в 1970 после нескольких дней работы в шахте недалеко от Кальяри на Сардинии).

## Награды
- Орден Возрождения Польши (Командорский Крест и дважды Кавалерский Крест);
- Крест Заслуги (дважды Золотой Крест).